# 2023年中国大陆
| 中国历史 / 中国历史年表 |
| 世紀： 20世纪中国 / 21世纪中国 / 22世纪中国 |
| 年代： 1990年代中国大陆 / 2000年代中国大陆 / 2010年代中国大陆 / 2020年代中国大陆 / 2030年代中国大陆 / 2040年代中国大陆 / 2050年代中国大陆                     |
| 年份： 2019年中国大陆 / 2020年中国大陆 / 2021年中国大陆 / 2022年中国大陆 / 2023年中国大陆 / 2024年中国大陆 / 2025年中国大陆 / 2026年中国大陆 / 2027年中国大陆 |
| 纪年： 癸卯年（兔年）、中华人民共和国成立74周年 |

## 党和国家领导人

### 最高领导人
- 中共中央总书记：习近平

### 国家元首
- 国家主席：习近平
  - 国家副主席：王岐山 → 韩正

### 政府首脑
- 国务院总理：李克强 → 李强
  - 国务院副总理：韩正、孙春兰、胡春华、刘鹤 → 丁薛祥、何立峰、张国清、刘国中
  - 国务委员：魏凤和、王勇、王毅、肖捷、赵克志 → 李尚福、王小洪、吴政隆、谌贻琴、秦刚

### 国家权力机关
- 全国人大常委会委员长：栗战书 → 赵乐际
  - 全国人大常委会副委员长：王晨、曹建明、张春贤、沈跃跃、吉炳轩、艾力更·依明巴海、万鄂湘、陈竺、王东明、白玛赤林、丁仲礼、郝明金、蔡达峰、武维华
 → 李鸿忠、王东明、肖捷、郑建邦、丁仲礼、郝明金、蔡达峰、何维、武维华、铁凝、彭清华、张庆伟、洛桑江村、雪克来提·扎克尔

### 政治协商会议
- 全国政协主席：汪洋 → 王沪宁
  - 全国政协副主席：张庆黎、刘奇葆、帕巴拉·格列朗杰、董建华、万钢、何厚铧、卢展工、王正伟、马飚、陈晓光、梁振英、夏宝龙、杨传堂、李斌、巴特尔、汪永清、何立峰、苏辉、郑建邦、辜胜阻、
刘新成、何维、邵鸿、高云龙
 → 石泰峰、胡春华、沈跃跃、王勇、周强、帕巴拉·格列朗杰、何厚铧、梁振英、巴特尔、苏辉、邵鸿、高云龙、陈武、穆虹、咸辉、王东峰、姜信治、蒋作君、何报翔、王光谦、秦博勇、朱永新、杨震

### 军事指挥机关
- 国家军委主席：习近平
  - 国家军委副主席：许其亮、张又侠 → 张又侠、何卫东
    - 国家军委委员：魏凤和、李作成、苗华、张升民 → 李尚福、刘振立、苗华、张升民

### 最高监察机关
- 国家监委主任：杨晓渡 → 刘金国
  - 国家监委副主任：刘金国、 杨晓超、 李书磊、 徐令义、 肖培、 陈小江 → 肖培、喻红秋、傅奎、孙新阳、刘学新、张福海

### 国家司法机关
- 最高人民法院院长：周强 → 张军 首席大法官
- 最高人民检察院检察长：张军 → 应勇 首席大监察官

## 大事记
2023年中国大陆：1月 - 2月 - 3月 - 4月 - 5月 - 6月 - 7月 - 8月 - 9月 - 10月 - 11月 - 12月

### 1月
- 1月2日：深夜河南省周口市鹿邑县发生燃放煙花爆竹导致警民冲突。當地年轻群眾砸警车，把警车掀翻。3日，鹿邑县警方对8名违法行为人以涉嫌寻衅滋事立案侦查；逮捕六人。[1]
- 1月7日：重慶大渡口中元匯吉藥廠不經員工協商，直接裁員一萬多人，且拖欠工人的工資，近2萬工人上街遊行抗議，廠內的產品、機器被砸，有廠方相關負責人被打，大批警力到場，爆發激烈衝突[2]。
- 1月10日：因應日韓對中入境措施，中国外交部停发韩国和日本签证，暂停落地签证[3]公民赴华短期签证。[4]
- 1月11日：
  - 王思聪等4人在上海市静安区殴打陈某某致轻微伤[5][6]。
  - 17时25分起，在广东省广州市天河区发生一起汽车多次蓄意冲撞人群事件。事件发生在下班人潮的晚高峰时段，在广州引起广泛的震惊和愤怒[7]。
- 1月14日：中國江蘇德龍鎳業公司在印尼的子公司PT Gunbuster Nickel Indonesia（GNI）位於蘇拉威西島莫羅瓦利縣的一座鎳礦工廠發生員工抗議示威，入夜後工人爆發衝突，造成1名印尼人和1名中國人死亡，工廠多處著火，多輛汽機車被燒毀、工人四處逃竄，場面混亂[8]。
- 1月17日：国家统计局公布2022年相关数据，其中2022年末全大陆人口141175万人，比上年末减少85万人，系中国大陆时隔61年首次人口负增长[9]。
- 1月19日：浙江省溫州市平阳县公安局通報，當天上午，名叫“楊功迅”的男性村民持刀殺死6人。行凶理由疑似嫌疑人因土地糾紛上訪10餘年，期間被地方政府關入精神病院以及遭拘留長達數年，其父也含冤而死[10]

### 2月
- 2月3日：美國及加拿大監測到中國的偵察氣球從北美上空飛越後[11]，中國外交部聲稱該氣球為中國的民用無人飛艇，用於氣象等科研目的，因西風帶影響偏離預定航線[12]，隨後美國國務卿安東尼·布林肯取消原定2月5日至6日的訪華行程回應事件[13]。
- 2月10日：编程随想本人阮晓寰被中共当局以“涉及国家机密”理由遭到不公开审判，一审以煽动颠覆国家政权罪判刑七年、剥夺政治权利两年，没收个人财产两万元。其妻子贝震颖于2月19日准备为丈夫上诉二审，但从5月31日起与外界失联，6月6日，贝震颖的推特账号被注销。[14]
- 2月13日：赛前世界排名21，夺冠赔率一度只有0.37%的李培楠在淘汰赛中先后淘汰当今最强虫族、神族和人族选手，夺得中国电竞历史上首个星际争霸世界冠军。[15]
- 2月17日：中國警察為壓制抗議示威活動和避免被拍攝散播，發明2人一組手持巨幅藍色布幕，先遮住示威者，然後進行逮捕。於此日正式於南京市投入實戰使用，被網友稱為“遮羞布”。當天上午，南京市房產管理局門口遭多名蘇寧檀悅業主陳情抗議，因為開發商延期不交屋。當局出動大批員警壓制排除，過程中動用數組藍色布幕遮住抗議民眾，期間有抗議民眾被數名巡防隊員抬走[16]。
- 2月19日：杭州市的青年女性郑灵华因在社交媒体平台小红书分享染粉色头发的照片而遭遇網路霸凌，罹患严重抑郁后自杀身亡。事件引起网民热议[17][18][19]。
- 2月20日：河南省安阳市滑县桑村乡杨大召村的杨姓女子因家庭矛盾向其夫提出离婚，遭其夫向其脖颈砍八刀后身亡。死者家人及当地村民认为警察偷走并藏匿死者尸体，引起警民冲突及网络争议。[20][21]
- 2月26日：中共中央办公厅、国务院办公厅印发《关于加强新时代法学教育和法学理论研究的意见》，《意见》中提到“坚决反对和抵制西方'宪政'、'三权鼎立'、'司法独立'等错误观点”。[22]

### 3月
- 3月以来，淄博烧烤走红网络，当地政府也大力支持相关旅游业发展，包括举办烧烤节，增开公交专线和上线小程序等。[23][24]

- 3月4日：全國政協十四屆一次會議於下午3時在人民大會堂開幕，3月11日下午閉幕[25]。
- 3月5日：第十四屆全國人民代表大會第一次會議於上午9時在人民大會堂舉行開幕會[26]。
- 3月10日：继在中共二十届一中全会上连任中共中央总书记和中共中央军委主席后[27]，习近平在2018年修宪废除任期限制的法律背景下，于十四届全国人大一次会议上以2952票赞成、0票反对、0票弃权获全票当选中国国家主席，实现自1949年中华人民共和国成立以来的首次国家元首三连任，任期超越了建国领袖毛泽东[28][29][30]。

### 4月
- 4月1日：因天津市於3月19日至23日連續5天發生7起學生輕生事件，全市中小學即日起陸續緊急召開家長會[31][32]。（此新闻真假未定，请慎重判断）
- 4月2日：
  - 中國民政部發布公告，宣布藏南地區第3批地名標準化處理名單，被重新命名的地方總共11個[33]。
  - 重慶市江北區觀音橋街道建新西路於晚間8時40分許發生持刀傷人事件，46歲的淦姓男子持菜刀上街，在路上砍傷4名路人。許多路人看到淦男行兇之後，紛紛拿起一旁板凳、木凳與淦男對峙，也有人企圖上前制服淦男。淦男見狀，隨即轉身逃跑，結果在逃跑過程中摔倒，眾多路人在他摔倒後上前壓制淦男，隨後抵達的警方順利逮捕淦男。據報導，受傷的路人有及時送醫急救，沒有生命危險。淦男是來自渝北区，而淦男行兇的原因待警方調查[34][35]。
- 4月4日：湖南省張家界市永定区天门山風景區於下午1時50分許發生遊客跳崖事件。有4名遊客在該景區山頂西線玻璃棧道上，翻越安全護欄後集體跳崖。其中1名遊客被阻止攔下後送醫，發現服下毒藥，經搶救後無效身亡。4名遊客為3名男子、1名女子，分別來自福建省、河北省、河南省和四川省，年齡22歲至33歲[36]。
- 4月11日：時年32歲[37]的陕西学前师范学院聲樂老师李浚铜於上午10時許在自家小區33層跳楼身亡，他的朋友圈的留言截图顯示，該校音樂學院黨委書記仵錄讓和其他校领导、財務處長收受我10萬元贿赂，引进我后被逼做坏事，還用其他老師暗示要毀我家庭，我不愿意做坏事，因此自杀，我沒有抑鬱症，純屬被逼無奈。他的妻子于14日发讣告，4月15日在西安市殡仪馆举办悼念仪式[38]。
- 4月12日：首個全超导托卡马克核聚变实验装置（人造太陽）於晚間9時許獲重大成果，實現403秒穩態長脈衝高約束模等離子體運行，創造托卡馬克裝置高約束模式運行新的世界紀錄[39]。
- 4月13日：
  - 下午4時22分許，贵州省毕节市织金县猫场镇与安顺市平坝区齐伯镇交界的引子渡水电站开闸防水，造成2人死亡，其中死者為41岁男子李地军，猫场镇布底小学教师；26岁女子徐倩，未婚，2022年应聘到布底小学从事幼儿园教师工作。下午5时許，该校2名男教师、4名女教师在凹河会合，到河里捡鹅卵石。晚上6时許，因该水电站开闸防水[註 1]导致汹涌的河水抵达几名教师前，因来不及逃生，造成李老师、徐老师被卷走[註 2]。死者家人指责该校官员指派死者及多位教师拾捡鹅卵石装饰校园以应付上级官员检查[註 3]。该镇主要负责人告诉记者[註 4]，事发地不在该县，而是在贵阳市清镇市。事发后，当地警方经过走访调查，发现事实并非死者家人所言，该校无安排教师去捡鹅卵石；警方调查结论，全為几名教师个人行为，私自下河玩耍造成[40][41]。5月30日下午6时22分，正在猫场镇的该水电站附近采访此事的极目新闻记者李某某遭当地警察袭击[42][43][44]。
  - 乌克兰国家预防腐败局以中国手机厂商小米集团于俄罗斯入侵乌克兰期间，扩大在俄罗斯的手机销售业务，缴纳大量税款支持俄罗斯联邦军队为由，将小米列入“战争赞助商”名单，进而实施制裁[45]。
- 4月14日：2023年CBA季后赛江苏龙在与上海大鲨鱼系列赛的第三场比赛尾声出现数次失误，令上海大鲨鱼连续得到10分并最终逆转获胜，引发广泛质疑，有媒体人形容该日为“中国篮球最黑暗的一天。[46]
- 4月17日：
  - 2名涉嫌代表福州市公安局在纽约曼哈顿唐人街开设海外110警察站的纽约市华裔居民被美国司法部逮捕[47]。
  - 44名被指控對異見人士進行「跨國鎮壓」的中國執法人員，包括40名中國公安部警察和2名中國國家網信辦官員，遭美國紐約東區聯邦檢察官辦公室起訴[48]。
- 4月19日：山東省青島市黃島區山东科技大学青島校區的北門外東側人行道於下午5時許發生持刀攻擊事件，造成1人死亡、6人受傷。付姓嫌犯當場已遭到警察制伏並逮捕。據傳嫌犯有精神疾病的問題已休學2年，該年申請復學遭拒[49]。
- 4月26日：中國領導人習近平與烏克蘭總統澤連斯基通電話，為2022年俄羅斯入侵烏克蘭以來兩人首次通話[50]。
- 4月30日：中国棋手丁立人在四盘快棋加赛的最后一盘力克俄罗斯棋手涅波姆尼亚奇，成为国际象棋历史上第17位男子世界冠军，中国棋手首次登顶国际象棋之巅。[51]

### 5月
- 5月1日：山西省忻州市定襄县宏道镇西社村於下午3時許发生命案，造成3人死亡，死者為包括村长的一家三口。當時38歲嫌犯续某强藉由酒意闖西社村長家中，持刀將在場的村長等3名家人殺害後駕車逃逸。嫌犯续某强于5月4日中午在太原市一间旅馆被捕。事件起因为村内土地及资金分配的纠纷[52][53]。
- 5月2日：
  - 陝西龍翼通用航空的一架小型民用直升機於下午2時許在陝西省西安市灞桥区白鹿原白鹿倉景區北部的狄寨街道風光路附近墜毀，造成3人死亡、1人受傷[54][55]。當時機上為4人，其中3人是遊客，為一家三口[56]。
  - 21时许，高铁C6276次列车运行至眉山东至成都东区间，两名乘客就孩子吵闹问题发生争执，其中一名乘客掌掴了另一名女子，引发关于互殴与正当防卫的认定讨论。[57]
- 5月3日：山西运城临猗县一11周岁男孩张某侨于5月3日凌晨走失，遗体于23日在墓地里被找到。其生母和继父有重大嫌疑被警察带走审问，继父被爆出有对孩子使用暴力[58]。
- 5月4日：
  - 凌晨5時許，江苏省無錫市江阴市澄江街道毗陵東路鉑領公館附近发生枪击事件，造成2人受伤[59][60][61]。
  - 晚間9時50分許，行驶于湖南省衡阳市的K435次列车发生凶杀案，造成1人死亡。[62][63]。
- 5月7日：4名當地基層公務員於凌晨1時40分許在福建省龍岩市新罗区龍川溪一座橋上查看水情時，橋樑突然垮塌，造成4人落水失聯，落水者中3人為街道幹部，1人為村幹部，年紀最小的為25歲。目前救援進行中。事發橋樑建於1983年，橋樑垮塌原因疑是龍岩市新羅區連日遭特大暴雨襲擊，導致當地龍川溪水位暴漲[64][65]。
- 5月9日：中国外交部宣布将加拿大驻上海总领馆领事甄逸慧列为“不受歡迎人物”，要求其5月13日前离开中国[66]。
- 5月10日：
  - 下午5时許，山东省济南市长清区文昌街道西李村党支部书记一家3口在家中被杀。嫌犯为当地中学教师，犯案后自杀。嫌犯疑因双方子女间纠纷，潜入被害人家中犯案[67]。
  - 中共中央总书记习近平前往雄安新区考察，并指出该区正在大规模建设并承接北京非首都功能疏解，强调建设雄安新区的决策完全正确[68][69][70]。
- 5月11日：辽宁省丹东市东港市椅圈镇马家岗村发生持刀杀人案件，造成11人死亡，2人受伤，伤亡者中5户居民被攻击，其中包括老夫妻、年轻夫妻、一对母女以及2家的媳妇。嫌疑人金姓男子是村里的普通农民，因土地纠纷与邻里村民产生矛盾，先后袭击多户人家。嫌疑人金姓男子生於1960年，時年64岁，属猪，居住在马家岗村万和小队，其有一个儿子在外地工作，孙子已10几岁[71]。
- 5月12日：
  - 多地动物保护人士在街头宣传「反对动物虐待」。此前，化名「傑克辣條」的“网红”徐志輝公开炫耀以残酷手段虐猫，并將相關影片經由社交媒體販售[72]。
  - OPPO關閉旗下集成电路设计公司哲庫科技（ZEKU）将3,000人團隊全部解散，終止晶片研發[73][74][75]。
  - 晚間11時40分許，安徽省安慶市岳西县天堂鎮衙前河東山橋發生輕生事件，造成3人死亡，其中死者為王姓女子、8歲儲姓女兒、2歲儲姓女兒。當天晚間，王姓女子帶2名8歲和2歲的女兒外出，其於晚間11時40分許用家中拿的繩帶，將女兒們綁在自己身上，在東山橋下投河溺水身亡[76]。
  - 广东省中山市大涌镇一铲车当街冲撞行人及往来车辆，至4人受伤。驾车者被随后到场的警察控制。[77][78]
- 5月13日：
  - 于5月14日至21日举办的2023年苏迪曼杯羽毛球赛在江苏省苏州市苏州工业园区苏州奥林匹克体育中心正式开始，为继2015年世乒赛、2016年汤尤杯后，第三个落户苏州的国际A类赛事。共有16个国家的220余名运动员参赛，预计现场观赛人数近10万人次[79]。
  - 下午2时许，山西省吕梁市兴县奥家湾乡沟门前村发生重大刑事案件，造成7人死亡、11人受伤，死者为裴某英、蒋某龙、蒋某宸以及4名行人，伤者为郭某英以及1名出警人员和13名行人。犯罪嫌疑人郭某亮为男性，时年27岁；郭某英为女性，时年21岁。犯罪嫌疑人郭姓男子因感情纠纷将郭姓女子致伤，后将郭姓女子的婆婆（裴某英）、丈夫（蒋某龙）、儿子（蒋某宸）杀害。随后，郭姓男子驾驶一辆白色小轿车逃窜至蔚汾镇蔚汾东路，于下午2时50分许将1名出警人员和13名行人撞倒[80]。
- 5月14日：
  - 国务院港澳事务办公室发言人批评美国国会就香港司法制度举行听证会并发表报告，强调司法独立是国际公认的法治原则。[81]
  - 北京市通州區潞城鎮胡各庄村人大附中通州校區發生命案，造成3人死亡、3人受傷，死者為該校高中部副校長以及60歲男子焦某某、55歲女子王某某夫妻，傷者為51歲母親曹某、17歲女同學張某某以及1名數學老師。該校通州校區一名17歲張姓高二學生於該日晚間將夫妻鄰居殺害，在隔日15日上午8時許將其母親擊昏，隨後在課堂上毆打1名女同學，並將43歲男老師囤某、53歲男老師高某打傷。一張人大附中通報的內部情形截圖，文中稱該學生名為“張童”，居住在宋庄镇通怀路後北營家園三區。該區警方於17日通報此事件[82][83][84][85][86]。
- 5月15日：貴州省貴陽市雲岩區一男子持剪刀隨機刺傷路人。據警方通報，行兇者有罹患精神障礙。[87]
- 5月17日：北京市文化和旅游局通报，笑果文化及其演员李昊石（藝名：HOUSE）篡改演出申报内容，于5月13日下午、晚上连续两场“笑果脱口秀”演出中出现严重侮辱解放军的情节，造成恶劣社会影响，对笑果文化开罚超过1335万人民币，并警告、没收其所得逾1325萬人民币，同时决定无限期暂停笑果文化在北京所有演出活动[88]。
- 5月18日：
  - 上午10時許，四川省南充市南部县蜀北街道金洞路发生砍人事件，造成8人受伤，其中1名男子耳朵被砍掉、1名女子半邊臉被砍裂。当時一名21歲灰衣男子持2把殺豬刀乱砍路人[89][90]。
  - 第一届中国—中亚峰会在陕西省西安市举行，中共中央总书记习近平和中亚五国元首出席[91][92]。
- 5月22日：中共中央政治局常委、中共中央书记处书记蔡奇在《习近平著作选读》出版座谈会上指出，要将学习《习选》[93]作为重大政治任务，推动习近平新时代中国特色社会主义思想“入脑入心入魂”[94][95]。
- 5月23日：
  - 下午1時50分許，湖北省武漢市漢陽區鍾家村弘橋小學月湖校區發生嚴重車禍，造成1人死亡。1年級譚姓男童遭劉姓男老師駕車輾壓後，送醫傷重不治。6月2日，男童母親疑放不下從自家24樓墜樓身亡[96]。
  - 晚間8时30分许，福建省廈門市翔安區新店鎮厦门华天涉外职业技术学院一間咖啡厅發生砍人事件，造成2人受伤。當時1名石姓直播主和1名叶姓朋友在該學院通過抖音直播时被1名14歲罗姓黑衣男子从背后持刀袭击，石姓直播主手掌疑被当场砍落。黑衣男子疑似與石姓直播主的叶姓朋友有口角糾紛，但最後卻砍錯人。該名直播主名為“石佳明”，另1名朋友名為“叶建安”[97][98][99][100]。
- 5月24日：
  - 下午6时许，四川省广安市武胜县沿口镇武胜中学发生校园暴力事件，造成1人死亡。当时一名13岁卢姓学生被2名13岁同学持棍追打，从学校追打至街上，经送医抢救不治身亡。卢某某为13岁，居住在武胜县华封镇。警方通报指报警人称沿口镇建设北路路边有男子“晕倒”[101]。涉案者已被控制[102][103]。
  - 凌晨12时许，海南省三亚市天涯区立才居南斗街发生砍人事件，造成2人受伤。当天晚上，犯嫌董某平在饮酒时因薪资纠纷与严某福发生口角。凌晨12时许，在立才居某队附近将董某婷、严某福砍伤后逃离现场。25日晚间9时30分许，警方已将犯嫌董某平抓获归案。犯嫌董某平为32岁男子，严某福为33岁男子，董某婷为49岁女子[104][105]。
- 5月25日：
  - 中國最大討債公司「湖南永雄資產管理集團有限公司」宣佈停業。永雄集團在微信發布《告全體員工書》稱遭安徽省警方「跨省執法」帶走179名員工[106][107][108]。
  - 湖南省长沙市开福区万国城小区发生命案，造成5人死亡，其中5名死者分別為29歲男子郭某穎和其父母、妻子以及3岁女兒。郭某穎因欠下高额债务与家人產生矛盾，而在家中杀害4名家人后自杀身亡。25日，該小區某單位發現5具屍體的消息在網上瘋傳，引發社會廣泛關注。26日，公安局發通報證實據民眾報警線索於24日晚間找到5具屍體[109]。

### 6月
- 6月1日：江西工业职业技术学院一名学生在学校餐厅吃出一颗疑似老鼠头的有利齿异物，因市场管理局称相关异物“经过送检，确认是鸭脖”和学校的信息封锁，此事在网上被热议[110]。后来该学校再次爆出在青菜中吃出大青虫[111]。10日，江西成立官方调查组接手此事件[112]。17日，联合调查组公布调查结果，判定异物为老鼠类啮齿动物的头部，官方对涉事企业和法定代表人顶格处罚[113][114]。
- 6月7日：
  - 普通高等学校招生全国统一考试正式开考。
  - 下午2時許，遼寧省瀋陽市皇姑區亞明農貿市場發生命案，造成3人死亡、1人受傷，死者為一家的妻子、女兒、小姨子，傷者為老公。當時一名黑衣男子持刀砍殺一家人。犯嫌與被害一家為當地商販，因惡性競爭積怨已久，雙方爆發衝突後才釀成該起命案[115]。
- 6月13日：
  - 晚间8时10分许，天津市河东区东新街道远翠中里社区13号楼5门301室、凤岐里社区6号楼2门603室发生烟花爆炸，造成3人死亡、多人受伤，伤者均为轻伤。46岁嫌疑人马姓男子已被抓获。嫌疑人使用烟花爆竹作案[116]。
- 6月15日：
  - 2022年亞洲運動會圣火火种于上午在浙江省杭州市余杭区良渚街道良渚古城遗址采集[117]。
  - 阿根廷队与澳大利亚队在北京市朝阳区北京工人体育场举行足球友谊赛，比赛期间遭一名18岁邸姓男球迷闯入场内，导致比赛一度中断[118]，最終阿根廷以2比0战胜澳大利亚[119]。
- 6月16日：
  - 微软公司创始人比尔·盖茨访华并会见中共中央总书记习近平，这是习近平近年来与外国商界人士的首次会晤[120]。
  - 河北省秦皇島市海港區燕山大街街道建國路一间批发市场附近於晚間發生砍人事件，網傳造成7人、11人、20多人受傷，具体准确受伤人数不清楚。當時一名40多歲男子頭戴鴨舌帽，手持2把菜刀，在街上隨機砍人，都朝着头部砍，最后兇手也把自己砍伤[註 5]。犯罪嫌疑人已被逮捕，作案原因不知[121][122]。
- 6月21日：
  - 四川大学于下午3时51分在微博发布通报，公布对广州地铁“偷拍”事件的当事人、该大学研究生张薇的处分[123]。
  - 20时37分许，宁夏回族自治区银川市兴庆区富洋烧烤民族街店发生一起特别重大燃气爆炸事故，造成 31 人死亡、7 人受伤，直接经济损失5114.5万元[124]。
- 6月23日：遼寧省大連市庄河市蓉花山镇東義村王嶺屯於凌晨1時40分許發生命案，造成6人死亡，其中死者分別為58歲哥哥王某剛、嫂子、侄子、侄媳婦、侄子的2名孩子，死者最小年紀為7歲。事發原因疑是2兄弟為了要不要在農地架棚架而引起。上午7時許，犯罪嫌疑人54歲王某波被抓獲[註 6][125]。
- 6月26日：以NINE PERCENT队长及中心位出道的中国艺人蔡徐坤被网友爆料曾在2021年与C姓女生发生关系并使其怀孕，之后让她把孩子打掉。[126][127]
- 6月28日：前《体坛周报》名记冉雄飞发文称中国国家足球队原主帅李铁被证实逮捕，其他足协官员也已经落网。[128]
- 6月30日：
  - 下午1時50分，山西省臨汾市侯马市高村鄉侯马西站發生命案，造成1人死亡、1人受傷，其中1名男子搶救無效死亡、1名女子手術搶救中，受害者分別為35歲曹性男子、34歲連姓女子。犯罪嫌疑人為42歲朱姓男子，凶器為水果刀。犯嫌被當場制伏。連姓女子為朱姓犯嫌的妻子。案件正在調查處理中[129]。
  - 晚間8時許，海南省臨高縣臨城鎮二環路附近發生砍人事件，網傳造成10多人受傷，12人受傷，4人死亡、3人受傷。嫌疑人已被控制[130][131]。

### 7月
- 7月10日：
  - 上午7時40分許，廣東省湛江市廉江市橫山鎮一間幼兒園發生持刀砍人事件，造成6人死亡、1人受傷，死者為1名老師、2名家長、3名學生。犯嫌為一名25歲男子吳某杰，已被警方逮捕[132]。
  - 陝西省榆林市吴堡县中共吳堡縣委黨校於該日至14日舉辦村支書培訓班期間推出清廉餐[註 7]，宣稱倡導清廉價值。事後，校方發文宣傳，這是為了讓學員感受美食中的廉潔文化。此舉引發媒體和網民的熱議和批評。該黨校副校長已被停職。該縣委成立工作組進行調查，責成黨校全面整改。21日，該縣委發布關於清廉餐問題的通報[133]。
- 7月17日：廣東省廣州市增城区新塘鎮華世外語藝術職業學校的食堂飯菜中吃到疑似保險套的膠製異物。李同學表示之前就感覺食堂餐具不乾淨，還發現飯菜內有淋巴肉。網上熱議該異物是何物，有多人認為該異物為手指套。下午，該校開會討論，最終結論該異物為鴨子眼球膜。該校於18日關閉食堂，問責全體廚房員工並扣錢處罰，將涉事廚師開除，且成立專門小組進行內部調查，但該異物還是認定為鴨子眼球膜。18日上午，廣州市市場監督管理局將相關樣品移交第三方權威機構檢測。該事件上微博、百度熱搜榜[134]。
- 7月18日：陜西省西安市新城區大批家長聚集在該省政府前的新城廣場抗議該年中考出現大量[註 8]河南回流生[註 9]擠占教育資源，導致本地學生無法上高中。19日，大批家長在位於雁塔区曲江商圈長安南路563號的該省教育廳門口抗議，當局派大量警察在現場維穩。21日，大批家長在位於碑林区鹽店街19號的該市信訪接待中心抗議，繼而發展到各區的信訪局門前都有家長聚集。22日，經開區信訪局、杨陵区政府大樓前等地均有家長抗議[135]。
- 7月21日：一名江蘇徐州女子、網名“江蘇徐州李朦朦冤案”的李朦朦在網上實名舉報，稱2015年12月17日在铜山区大许镇横山被一名男子丁聪聪以招工為由騙她到他朋友出租屋內，實施3個多小時強姦。事後丁聪聪擔心罪行暴露，卡住李朦朦脖子致使其窒息暈倒後逃走。丁聪聪以上面有關係為由，叫囂告不倒他。此後5年內，李朦朦不斷上訪舉報，遭遇不少磨難。2020年，丁聪聪被警方以強制猥褻移交檢察院，被判處有期徒刑3年；但李朦朦對此判決並不滿意，認為處罰過輕，繼續上訪舉報，卻遭當地警方打擊報復，對她實施毆打並以莫須有罪名將其拘留。被關押期間，當地警方威脅，要是敢將此事曝光出去就判你刑，讓你永遠出不去[136]。
- 7月22日：天津市河北區新開河街道盛寧家園社區居委會於晚上8時許發生寵物貓墜樓事件，有15隻貓從16樓墜下。貓咪墜樓原因疑似被人從高樓拋下。志願者稱事發後，去小區內打聽，聽到說法多為戶主扔貓。天津市公安局河北分局新開河派出所於26日回應，該小區住戶家中有20至30隻貓，因長期不在家委托親屬照顧，親屬求助消防隊抓貓，因數量較多且分散，往門口驅貓時，一些貓受驚嚇從沒關的廚房窗戶跳下，不存在人為惡意拋貓[137][138]。
- 7月23日：
  - 下午2时55分，黑龙江省齐齐哈尔市龙沙区第三十四中学校体育馆屋顶发生坍塌，造成11人死亡、4人受傷。坍塌原因为体育馆旁的教学綜合楼施工時，施工商将珍珠岩堆放在该馆屋顶[139][140]。
  - 浙江省杭州市一名男子在肯德基購買新商品“牛蛙塔可”，但在吃到最後一個時發現，牛蛙只有皮是炸熟的，裡面的肉完全是生的。該名男子害怕牛蛙裡有寄生蟲。男子事後聯繫商家，商家表示可以重新寄一份，男子拒絕後要求退款。該間肯德基門市回應，事發當下已向顧客道歉，並將整份訂單取消和退費；而有關牛蛙出現生肉的部份，業者回應牛蛙是一整籃烹調，直接進行油炸，因此不清楚商品出現生肉的具體原因[141]。

- 7月25日：全國人大常委會決定免去秦剛的外交部部長職務，改由王毅再度擔任；免去易纲的人民銀行行長職務，改由潘功勝擔任[142]。秦剛因此成為中國任職時間最短的外交部長，此前他未有公開露面已逾一個月，也以健康原因為由缺席一系列外交活動[143]。
- 7月26日：一隊來自四川的自駕車隊於22日自甘肅省酒泉市敦煌市出發前赴新疆巴音郭楞州若羌縣羅布泊沙漠，在未經當局批准的情況下，車隊經敦煌市周邊的阿克塞縣，繞過自然保護區和敦煌雅丹景區公安檢查站，進入羅布泊無人區；但車隊最後一輛車未能跟上，拋錨困在無人區，前方幾輛車未察覺。26日，車隊發現1車4人失聯，於是報警求助。27日，搜救人員發現失聯車輛，車上2名男子、1名女子已無生命體徵，另有1人不在車上，疑其獨自徒步尋找救援。29日，搜救人員已找到該名失蹤者屍體。報導指出，車隊帶2部衛星電話，但1部是壞的，導致前車和後車無法聯絡。最終造成4人死亡[144]。
- 7月27日：
  - 浙江省紹興市一名陳姓女子在農貿市場熟食店買一盒水煮花生，快吃完時，在盒子裡發現一個很小的老鼠頭。陳姓女子表示，瞬間感覺很噁心，只看到老鼠頭，身子估計都煮化了。後續商家賠付800元人民幣。28日，越城區市場監督管理局收到信息後，到現場調查，並對涉事熟食店依法查封；將據調查情況，依法依規嚴肅處理。至於異物是否為鼠頭待相關單位查驗後回應[145][146]。
  - 廣東省深圳市羅湖區數百名家長在該區教育局前抗議，要求政府增加幼升小學位名額，讓所有孩子都可就近入學，不至於被分到3、4公里以外的學校。該年該區升學人數大增，也是放開二胎政策後的結果，不少家長嘆後悔生二胎[147]。
- 7月28日-8月8日：延期两年的2021年夏季世界大学生运动会在四川省成都市龙泉驿区东安街道东安湖体育公园体育场举行，中共中央总书记习近平与夫人彭丽媛和多国外宾出席开幕式[148]。
- 7月29日：榕江（三宝侗寨）和美乡村足球超级联赛总决赛落下帷幕，榕江县车江一村足球队和忠诚村足球队在常规时间2:2平局后，车江一村足球队最终在点球大战中获胜，夺得第一届“村超”总冠军。村超自5月13日打响揭幕战，至7月29日决出总冠军，其相关内容全平台浏览量超300亿次。[149]

### 8月
- 8月6日：山东省德州市平原县发生規模5.5級地震，震源深度10千米[150]。为德州市和周边地区有记录以来最强烈的地震[151]。
- 8月9日：四川省雅安市雨城区陇西河鱼鳞坝于上午10时许发生洪流导致该群11名大妈被卷走，造成7人死亡、1人受伤，其中傷者為輕傷[152][153][154]。
- 8月10日：甘肅省白銀市景泰县喜泉镇大水䃎村馬場山於凌晨12時40分發生山洪，造成5人死亡。當時，一行7人結伴前往山中尋找家中的80多隻羊，並將駕駛車輛停在山下河道。突降暴雨後，7人上車避雨，遭遇山洪來襲河水暴漲，其中一台車輛衝上灘塗，2人成功獲救，另一台車捲入山洪，5人失聯，最終證實死亡[155][156]。一行7人中，6人为该镇兴泉村村民、1人为芦阳镇芦阳村村民[157]。
- 8月15日：國家統計局宣佈自8月起將不再公佈分年齡段青年失業率[158][159]。
- 8月22日：
  - 中共中央總書記習近平缺席金磚國家峰會工商論壇閉幕式[160][161]，由商務部部長王文涛代其宣講致辭[162][163][164]。晚間，習近平參加領導人晚宴[165][166]。
  - 下午4时许，四川省成都市锦江区东御街18号天府红购物中心4楼一名年长女子辱骂并殴打Cosplay少女，造成2人受伤[167]，其中1人情緒激動差點昏厥、1人輕微腦震盪。當時該名年長女子認為她們在宣揚日本文化，是叛國賊，少女解釋，其扮演為遊戲“原神”角色，但仍發生爭執，最後演變成口角衝突[168]。
- 8月23日：网名Akid，曾就职于译言，后曾担任中国大陆自媒体大象公会写手的王懿，在日本东京都八王子市去世，因生前的争议言论和饿死在日本，在网络上引发热议。[169]

### 9月
- 9月7日：
  - 因颱風海葵殘餘雲帶影響，中國廣東省珠三角地區降下暴雨，香港一小時降雨量突破1884年有史以來最高紀錄[170][171]。
  - 中国人大常委会2023年9月公布治安管理处罚法修订草案，“伤害中华民族感情”的行为列入治安拘留范围，由于修订草案并未对“伤害中华民族感情”或“有损中华民族精神”的行为做出具体定义，这导致很多法律人士和网民质疑其可能演变成新的“口袋罪”，在网络上引发争议。[172]
- 9月8日：2022年亚洲运动会火炬传递活动在浙江省杭州市启动[173]。
- 9月20日：2023–24年亞足聯冠軍聯賽期间，武汉三镇队以2:2打平日本浦和红钻队[174]。在比赛过程中，武汉三镇球迷不断以日文“ばか”(笨蛋)辱骂浦和红钻。一名武汉三镇男性球迷在场外焚烧日本国旗。比赛开始前，武汉三镇球迷在观众席高举以中文和日文书写的“海洋在哭泣”横幅。由于国际足联禁止在比赛期间于赛场内及其周围发布政治言论，因此武汉三镇球迷可能已违反相关规定。未知此事件在国际足联和亚洲足联是否会引发反应。日本足球協會、浦和红钻均尚未对该起事件发表回应[175]。
- 9月22日：全国男子篮球联赛（NBL）总决赛第一场比赛中陕西信达被判罚犯规后，有人进入场内与裁判争执。随后，在距离比赛结束还有3分37秒时，陕西信达队请求暂停并全队离场。赛后陕西信达队被取消成绩并罚款一百万，随后宣布球队解散。[176]
- 9月23日-10月8日：延期一年的2022年亚洲运动会在浙江省杭州市滨江区西兴街道杭州奥体中心体育场举行[177]，中共中央总书记习近平和夫人彭丽媛及多国领导人出席开幕式[178]。
- 9月24日：一名居住在河北省承德市双桥区的程序员马某某于2019年9月至2022年11月使用国际联网为土耳其公司工作，通过翻墙在GitHub上领取公司任务并编写代码，在support上回答用户问题，使用Zoom远程办公。承德市公安局双桥分局对其行政处罚罚款200元，并没收其违法所得1,058,000元人民币。该事件引发社会舆论关注。有评论认为，当局此举性质恶劣，会进一步对想通过翻墙获得真实信息的网民群体起到吓阻作用[179][180][181][182]。
- 9月底中国女星Angelababy（杨颖）与张嘉倪据传曾到场观看Lisa的疯马秀演出，在中国大陆网络引发争议，有网民要求封杀二人。[183]

### 10月
- 10月：以歌曲《一笑江湖》作为配乐的“科目三”开始在网络平台走红，随后出现了大量模仿创作并开始在中国大陆境外流行[184]
- 10月10日：中国女子韩菲紫在新加坡中央医院把自己与女调查警员争执的视频上载到抖音，宣称受到歧视，引发巨大争议，结果因涉嫌骂护士和警察，以及没有持有效工作准证当陪酒女，被判入狱5周5天，并罚款600新元。[185]
- 10月18日：由游戏开发商intiny制作发售的电影交互式的恋爱游戏《完蛋！我被美女包围了！》在登陆Steam后即刻爆红，参演本作六位女主角的女演员也随即受到广泛追捧。[186]
- 10月24日：第十四届全国人大常委会免去李尚福的国务委员、国防部长、国家军委委员等职务，同时免去原外交部长秦刚的国务委员职务，两人的部长任期只有半年多，分别为中华人民共和国历史上任期最短的国防部长和外交部长[187]。

- 10月27日：退休仅半年多，年仅68岁的原国务院总理李克强突然逝世，引发外界对其真正死因的猜测[188]。

### 11月
- 11月4日：中国首艘国产邮轮爱达·魔都号正式交付，定于2024年初由中船嘉年华投入运营。[189]
- 11月7日：网传多则报料称，中山二院乳腺外科团队疑受实验环境和试剂影响致多人患癌。11月8日凌晨，该院发布通报称，近年在医院乳腺肿瘤中心实验室工作、学习过的人员中有3名在同一年罹患癌症。[190]
- 11月8日：《法治日报》报道陆家嘴集团及其下属子公司因在苏州高新区开发的房地产项目出现土地污染后，在江苏省高级人民法院向苏钢集团等企业提起民事诉讼案件，索赔金额达百亿元人民币[191]。
- 11月15日：亮亮丽君夫妇二人购买融创烂尾楼，并坚持后续维权，在二人直播讨债的过程中，遭到融创方面相关人员暴力围殴，引发网友相关讨论。[192]
- 11月30日：哔哩哔哩音乐博主“麦田农夫”发布视频称摇滚乐团五月天上海演唱会的12首歌中疑有五首歌假唱。其后五月天经纪公司相信音乐对此发表声明，强调“不存在任何‘假唱’”，并配合执法部门调查。[193][194]

### 12月
- 12月2日：中國中央廣播電視總台正式發佈2024年春晚的主題，其主題為“龍行龘龘，欣欣家園”[195]。
- 12月18日：
  - 23时59分，甘肃省积石山县发生地震，造成人员死伤，[196]其中甘肃105人遇难，青海13人遇难。
  - 哈尔滨冰雪大世界开园，哈尔滨成为当时最火热的旅游目的地，“南方小土豆”“尔滨”“小砂糖橘”等成为网络热词。[197]

## 灾难与事故

### 灾害
- 1月17日：西藏林芝市一条高速公路的多雄拉隧道出口处发生雪崩，造成28人死亡[198]。
- 7月4日：重庆市万州区于凌晨降暴雨[註 10]发生山崩，造成17人死亡、2人失踪[199]。
- 7月29日：北京市于晚间降下连日暴雨[註 11]发生洪灾，造成11人死亡、27人失踪[200]。
- 8月11日：陝西省西安市长安区滦镇街道喂子坪村鸡窝子组於下午6时许因暴雨發生土石流，造成21人死亡、6人失聯。初步分析，當地致災原因為短時間內暴雨引發山洪土石流所致[201][202]。
- 8月13日：江蘇省鹽城市大丰区万盈镇、小海镇、南阳镇等部分鄉鎮於下午4時15分因短時強降雨和強陣風出現龍捲風[註 12]襲擊，造成2人死亡、15人受傷。導致283戶農舍、32條蔬菜棚架受損[204]。
- 8月21日：四川省涼山州金陽縣芦稿镇燈廠村因短時強降雨而於凌晨發生山洪，導致蜀道集團沿江高速JN1（金寧一）標段項目部鋼筋加工場民工駐地板房被沖毀，造成4人死亡、48人失聯。施工單位涉嫌不報、謊報安全事故罪[205]。
- 9月19日：
  - 下午5時20分許，江蘇省宿遷市宿豫区大興鎮、經開區南蔡乡等地發生龍捲風[註 13]，造成5人死亡、4人受傷[206]。
  - 晚間8時30分，江蘇省鹽城市阜寧縣因受龍捲風[註 14]影響發生極端天氣災害，造成5人死亡、4人受傷，傷者均為輕傷[207]。

### 事故
- 1月8日：江西省南昌市南昌县幽兰镇发生重大交通事故，造成19人死亡、20人受傷[208]。
- 1月11日：广东省广州市天河区发生一起交通事故，造成5人死亡、13人受伤[209]。
- 1月15日：遼寧省盤錦市盤山縣浩業化工有限公司在維修烷基化裝置的過程中發生洩漏爆炸起火事故，造成13人死亡、35人受傷[210][211]。
- 2月4日：湖南省长沙市望城区的许广高速公路望城段发生多起多车追尾交通事故，造成16人死亡、66人受伤[212]。
- 2月13日：上海市徐汇区一辆蔚来试驾汽车冲上人行道，造成1人死亡，1人受伤[213]。
- 2月22日：
  - 下午1时，内蒙古阿拉善盟新井煤业一处露天矿发生大规模坍塌，造成53人死亡。据估计崩塌长度为400米[214][215][216]。
  - 上午7时許，江西省南昌市赣江一艘油船起火，造成4人失联。晚间9时13分，火势被扑灭。目前相关部门正在搜救中[217][218]。
- 2月23日：重庆市沙坪坝区回龙坝镇的成渝中线高铁在建项目時，围墙突然垮塌，造成5人死亡[219]。
- 3月27日：河北省沧州市沧县崔尔庄镇东村的一座废弃冷库在拆除过程中于下午2时30分许发生火灾，造成11人死亡。晚间10时55分火灾被扑灭[220]。
- 4月17日：浙江省金华市武义县泉溪镇凤凰山工业区青云路68号的浙江伟嘉利工贸有限公司一厂房于下午2时04分发生火灾，造成11人死亡[221]。
- 4月18日：北京市丰台区六里桥街道长峰医院住院部东楼于中午12时57分发生火灾，造成29人死亡[222]。
- 4月19日：山東省濟寧市泗水县圣水峪镇小河村於上午10時44分發生嚴重車禍[註 15]，造成7人死亡、10人受傷[223]。
- 5月1日：山东省聊城市高新区顾官屯镇中化集团魯西化工雙氧水生產區於上午8時36分發生爆炸事故[224][225]，造成9人死亡、1人受傷、1人失聯。中午12時20分火勢已撲滅[226]。
- 5月16日：湖北省恩施市狮子关景区一辆9人座中型客车在浮桥公路坠河，3人获救送医，5人遇难身亡。[227][228][229]
- 5月18日：广东省湛江市麻章区的湛江晨鸣浆纸有限公司的承包单位石家庄科晶废旧物资回收有限公司斜网捞浆装置运行现场发生一起中毒和窒息事故，造成4人死亡。[230]
- 5月26日：河北省大城县臧屯派出所发生爆炸。据报道，当时警务人员正对罚没的烟花爆竹进行取样鉴定。经初步调查，现场11人中4人死亡2人失联，5人正在救治。[231][232][233][234]
- 5月31日：湖南省長沙市开福区浏阳河街道雙河灣幼兒園門口於上午8時許發生撞人車禍[註 16]，造成2人死亡，死者為1名母親、1名女兒[235][236]。
- 6月4日：四川省乐山市金口河区永胜乡鹿儿坪国有林场发生山体垮塌，造成19人死亡[237]。
- 6月5日：廣東省汕頭市金平區龍眼南路一間快餐店於上午7時40分許發生煤氣爆炸事故，造成1人死亡、6人受傷[238][239]。
- 6月14日：內蒙古自治區赤峰市松山區玉龍街道長安小區一間店舖於上午8时20分许發生燃氣泄漏閃爆事故，造成2人死亡、4人受傷。事故原因正在調查中[240][241]。
- 6月15日：山西省吕梁市临县山西华润联盛黄家沟煤业有限公司副斜井於下午2時19分發生工安事故，造成3人死亡、1人受傷，其中傷者1人為重傷，其餘為輕傷[242][243]。
- 6月21日：宁夏自治区银川市兴庆区民族南街富洋烧烤店因烧烤操作间液化气罐泄漏于晚间8时40分许发生爆炸事故，造成31人死亡、7人受伤，其中伤者为1人危重、2人中度烧伤、2人轻症、2人玻璃划伤[244][245]。
- 6月22日：遼寧省營口市老邊區營口鋼鐵工廠一處高爐於上午7時55分發生燙傷事故，造成4人死亡、5人受傷。初步原因認定為設備故障導致[246][247]。
- 6月23日：浙江省衢州市龙游县351国道龙游段窑三线灯控十字路口于下午1时51分发生相撞交通事故，造成6人死亡、2人受伤[248]。
- 6月29日：重慶市奉节县紅土鄉於下午3時30分許發生重大車禍事故[註 17]，造成6人死亡、9人受傷，其中傷者均為輕傷[249]。
- 7月13日：江蘇省鹽城市亭湖区第二中學門口附近於上午11時33分發生撞人事件[註 18]，造成2人死亡、6人受傷。24歲高姓男司機當場被捕[250]。
- 7月17日：甘肅省张掖市山丹县連霍高速公路往新疆方向K2089公里+300米處於上午11時15分許發生連環相撞事故[註 19]，造成8人死亡、6人受傷，其中傷者均為重傷[251]。
- 7月23日：黑龙江省齐齐哈尔市第三十四中学的体育馆的屋顶发生坍塌，事故发生时，体育馆内共有19人，其中4人自行逃脱，4人无生命危险，11人死亡。[252]
- 7月29日：河北省衡水市安平縣紅旗街金色陽光小區沿街商舖於上午10時13分發生爆燃事故，造成2人死亡、2人受傷，傷者均為重傷。初步調查，爆燃原因為自來水公司2次管網改造施工中頂破天然氣管道。11時20分火情已撲滅[253]。
- 8月5日：河北省保定市涞水县發生墜機事故[註 20]，造成16人死亡，其中死者包括一名駐軍副參謀長、一名副大队长、4名副局級官員、一名保定电视台記者李一凡，副局級官員中1人為保定市應急管理局的一名范姓局長，1人為保定市交通局副局长李建英[254][255]。
- 8月7日：內蒙古自治區赤峰市松山區当铺地满族乡關家營村於上午9時許發生車禍[註 21]，造成3人死亡、多人受傷[註 22][256]。
- 8月8日：江西省上饒市弋阳县漆工镇烈橋村一間加油站於下午4時01分發生相撞事故，造成3人死亡，3人受傷[註 23][257]。
- 8月13日：山東省濰坊市高密市朝陽街道鳳凰大街“半邊天”青花椒烤魚餐廳於上午7時15分許發生氣爆，造成2人死亡、2人受傷，其中死者1人剩上半截身體、1人頭部被炸沒了。目前尚不清楚事故原因，大部分網友都懷疑該間烤魚店的天然氣爆炸[258][259]。
- 8月14日：湖北省宜昌市兴山县榛子乡平瓦公路於晚间8时30分许发生山体岩石崩塌，造成7人死亡[註 24][260]。
- 8月18日：貴州省黔東南州黎平縣肇興鎮肇興村夢幻肇興客棧於凌晨1時02分發生火災，造成9人死亡、2人受傷。凌晨1時35分火勢已撲滅。目前起火原因調查中[261]。
- 8月20日：安徽省滁州市来安县城乡公交有限公司开往江苏省南京市浦口区林场站的一辆公交车于上午11时42分许在104国道浦口区浦泗路花旗营段因乘客携带的锂电池自燃而起火，造成2人死亡、5人受伤，其中死者包括1名儿童[262]。
- 8月21日：陝西省延安市延川县永坪镇高家屯乡賀家崖村新泰煤礦於晚間10時許發生瓦斯爆炸事故，造成11人死亡、11人受傷[263]。
- 8月22日：廣西欽州市北部灣海域一艘深圳市海昌华海运股份有限公司的“聖油229”油輪於下午2時30分許發生著火，造成2人死亡[註 25]。下午4時45分許，火已撲滅[264][265]。
- 8月23日：山西省忻州市五台县沧榆高速公路鳳凰嶺隧道一輛屬山西汽運集團的大巴車於下午5時30分許撞擊隧道內牆，造成5人死亡、多人受傷，其中傷者中3人重傷[註 26][266]。
- 9月7日：
  - 下午3時40分許，內蒙古自治區鄂爾多斯市杭锦旗独贵塔拉镇獨貴塔拉工業園區億鼎生態農業開發公司氣化廠房發生高壓氣體噴出事故，造成10人死亡、3人受傷[267][268]。
  - 下午5時許，四川省達州市大竹县妈妈镇竹石路毛店子陡坡拐彎處發生相撞事故，造成5人死亡、16人受傷[註 27]。初步調查，事故原因為貨車在下坡向右轉彎時失控而發生側翻，壓向上行駛的中型客車[269]。
- 9月13日：四川省成都市簡陽市石钟镇勝鋒村中交第二航務工程局有限公司承建的金簡仁快速路跨沱江大橋項目塔吊於上午在頂升過程發生垮塌，造成6人死亡、5人受傷[270]。
- 9月21日：河北省滄州市東光縣東光鎮一間工廠於上午11時許發生爆炸[註 28]，造成2人死亡[271]。
- 9月24日：贵州省六盘水市盘州市盘关镇贵州盘江精煤股份有限公司山脚树煤矿于上午8时10分许发生事故，造成16人死亡。事故原因初步判断为运输胶带着火[272]。
- 9月26日：甘肅省蘭州市七里河區土门墩街道蘭通廠社區壹柒叄牛肉麵館於上午11時30分許發生火災[註 29]，造成1人死亡、1人受傷[273]。
- 9月28日：廣西梧州市广佛肇高速公路S4011路段於凌晨2時許發生連環車禍[註 30]，造成5人死亡、15人受傷，其中傷者1人傷勢較重[274]。
- 11月6日：黑龙江省佳木斯市桦南县悦城广场全民健身体育馆發生屋頂坍塌事故，造成三人遇难[275]。
- 11月15日：山东省烟台莱州市的山东莱州福利泡花碱有限公司发生坍塌事故，企业3号泡花碱生产线的窑炉空气蓄热室在拆除过程中，空气蓄热室上面的钢制拉筋突然断裂，导致空气蓄热室穹顶塌落，造成4人死亡，4人受伤。[276]
- 11月16日：7时许，山西吕梁市永聚煤矿一办公楼发生火灾，造成26人遇难，38人受伤[277]。
- 11月24日：22时许，山西永鑫通海铁路物流有限责任公司施工现场突然发生脚手架坍塌，有6名工人和1名混凝土泵车指挥人员掉到底部，被钢筋混凝土掩埋，7人全部遇难。[278]
- 12月14日：23时许，北京地铁昌平线发生追尾事故，事故造成102人骨折。截至15日6时，67人住院治疗。[279]
- 12月20日：15时50分，黑龙江省鸡西市恒山区坤源煤矿发生一起井下矿车运输事故。事故造成12名矿工遇难，13名矿工受伤。[280]
- 12月30日：福建省龙岩市永定区下洋镇辖区发生一起交通道路事故，造成1人死亡，8人受伤。[281]

## 节假日与活动
以下列出2023年中国大陆的重要节日、假日、纪念日及活动。
| 月份 | 重要节日、假日、纪念日及活动 |
| ---- | --- |
| 1月  | - 1月1日：元旦（2022年12月31日-2023年1月2日：元旦假期） - 1月5日：小寒 - 1月20日：大寒 - 1月21日：除夕 - 1月22日：春节（1月21日-1月27日：春节假期）                                   |
| 2月  | - 2月4日：立春 - 2月5日：元宵节 - 2月14日：情人节 - 2月19日：雨水 |
| 3月  | - 3月3日：广西的节日或全国爱耳日 - 3月5日：学雷锋纪念日 - 3月5日：惊蛰 - 3月8日：妇女节 - 3月12日：植树节 - 3月21日：春分                                                             |
| 4月  | - 4月1日：愚人节 - 4月5日：清明节（4月5日：清明节假期） - 4月20日：谷雨 |
| 5月  | - 5月1日：劳动节（4月29日-5月3日：劳动节假期） - 5月4日：五四青年节、五四运动104周年 - 5月6日：立夏 - 5月14日：母亲节 - 5月21日：小满                                                 |
| 6月  | - 6月1日：儿童节 - 6月6日：芒种 - 6月7日：2023中国高考开考 - 6月18日：父亲节 - 6月21日：夏至 - 6月22日：端午节（6月22-24日：端午节假期）                                              |
| 7月  | - 7月1日：建党节、香港回归26周年 - 7月7日：小暑、七七抗战纪念日 - 7月23日：大暑 |
| 8月  | - 8月1日：建军节 - 8月8日：立秋 - 8月15日：抗日战争胜利纪念日 - 8月22日：七夕节 - 8月23日：处暑 - 8月30日：中元节                                                                     |
| 9月  | - 9月3日：中国人民抗日战争胜利日 - 9月8日：白露 - 9月10日：教师节 - 9月16日：全民国防教育日 - 9月18日：九一八事变92周年 - 9月23日：秋分 - 9月29日：中秋节 - 9月30日：烈士纪念日       |
| 10月 | - 10月1日：国庆节、中华人民共和国成立74周年（9月29日-10月6日：中秋节、国庆节假期） - 10月8日：寒露 - 10月23日：重阳节 - 10月24日：霜降                                                |
| 11月 | - 11月8日：立冬 - 11月9日：全国消防安全宣传教育日 - 11月11日：光棍节、双十一购物节 - 11月22日：小雪                                                                                   |
| 12月 | - 12月4日：国家宪法日 - 12月7日：大雪 - 12月13日：国家公祭日 - 12月20日：澳门回归24周年 - 12月22日：冬至 - 12月24日：長津湖戰役勝利紀念日 - 12月26日：毛泽东诞辰日 - 12月31日：跨年日 |

## 逝世
- 1月1日：
  - 龚锦堂，83岁，中國广州话剧团演员，电视剧《外来媳妇本地郎》康伯扮演者。[283]
  - 韋廉，77歲，中國電影導演。[284]
  - 范维唐，87岁，中国工程院院士，矿山压力及开采机械化专家。[285]
  - 拉苏荣，75岁，中国男高音歌唱家，蒙古长调中方首席专家。[286]
  - 侯一民，92歲，中國藝術家、教育家。[287]
- 1月2日：
  - 李青，91歲，中國滑稽戲代表性傳承人。[288]
  - 胡福明，87歲，中國學者、政治人物，南京大學教授，江蘇省政協原副主席。[289]
- 3月11日：
  - 蒋彦永，91岁，中国外科医师，被誉为“SARS吹哨人”，第一位在SARS事件中，向国际外界披露中国大陆的严重疫情的医生。同时长期呼吁平反六四事件。[290]
- 5月26日：
  - 罗京民，67岁，中国大陆男演员，西安话剧团演员。[291]
- 7月３日：
  - 阎明复，92岁，曾任中共中央书记处书记、中共中央统战部长，中共十三届四中全会上因在六四事件中“表现不好”被撤职。[292]

- 7月5日：
  - 李玟，48岁，美籍香港女歌手，曾參加《我是歌手》第四季並獲得總冠軍，以及曾擔任《2022中國好聲音》導師。[293]
- 10月27日：
  - 李克强，68歲，前中共中央政治局常委、中国国务院总理。[294]
- 11月29日：
  - 趙睿，38歲，受僱於俄羅斯武裝力量的中國僱傭兵，於參與俄羅斯入侵烏克蘭期間陣亡[295]。
- 12月10日:
  - 高耀洁，95岁，中国防艾第一人, 艾滋病防治活动家，妇科肿瘤专家，河南省第七届人民代表大会代表，河南省文史研究馆研究员, 九三学社成员。[296]
- 12月19日:
  - 江平，92岁，中国大陆民法学者，中国政法大学终身教授，民商法学博士生导师，有＂民法泰斗＂之称。[297]
- 12月22日：
  - 朱令，50岁，朱令案受害人，1992年清华大学化学系学生。[298]